# A Gathering of Eagles
A Gathering of Eagles (titulada en español Águilas al acecho en Chile y Nido de águilas en España) es una película del año 1963, dirigida por Delbert Mann y protagonizada por Rock Hudson, Rod Taylor, Barry Sullivan y Mary Peach. La película tiene un guion de Robert Pirosh basado en una historia de Sy Bartlett. La producción corrió a cargo de Universal International Pictures.
Trata sobre un coronel de la Fuerza Aérea de los Estados Unidos que ha sido puesto a cargo de un ala de bombarderos nucleares B-52 Stratofortress reemplazando a su antecesor, incapaz de mantener la eficiencia necesaria. Recientemente casado, la tensión de su posición y su comportamiento le crearán problemas tanto entre sus subordinados como con su esposa.